# Kotjärnen (Stensele socken, Lappland)
Kotjärnen är en sjö i Storumans kommun i Lappland och ingår i Umeälvens huvudavrinningsområde.